# Уйгурська кухня

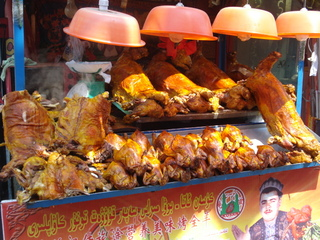
Тандир-кавап в китайському Урумчі

Уйгурська кухня (уйг. ئۇيغۇر تائاملىرى, Uyghur Taamliri, Уйғур Таамлири) — національна кухня уйгурів. Відрізняється різноманітністю борошняних страв і застосуванням широкого кола прянощів.

## Огляд
Популярною пряністю є «парфянський аніс», по-уйгурськи «цзижань». Важливе місце в кухні уйгурів займають овочі. Навесні в ходу зелена цибуля, джусай, редиска, селера. Влітку — часник, баклажани, квасоля, зелений перець, помідори. Восени — морква, капуста, редька. Взимку використовуються ті ж овочі, але в сушеному, маринованому, солоному вигляді.
Хліб уйгури печуть з прісного та кислого тіста в спеціальних печах — тонур. Великі тонкі коржі називаються неппіз-нан, маленькі, більш товсті — тогач. З тіста готують самсу, самбусу, начинені м'ясом, м'ясом та гарбузом, м'ясом та рисом, приправлені цибулею та чорним меленим перцем. Готують різні здобні вироби — Кичик-тогач, листкові коржі з цибулею, парові рулети з морквою, гарбузом та ін. — катлама, жута; млинці — поткал; оладки — куймак.

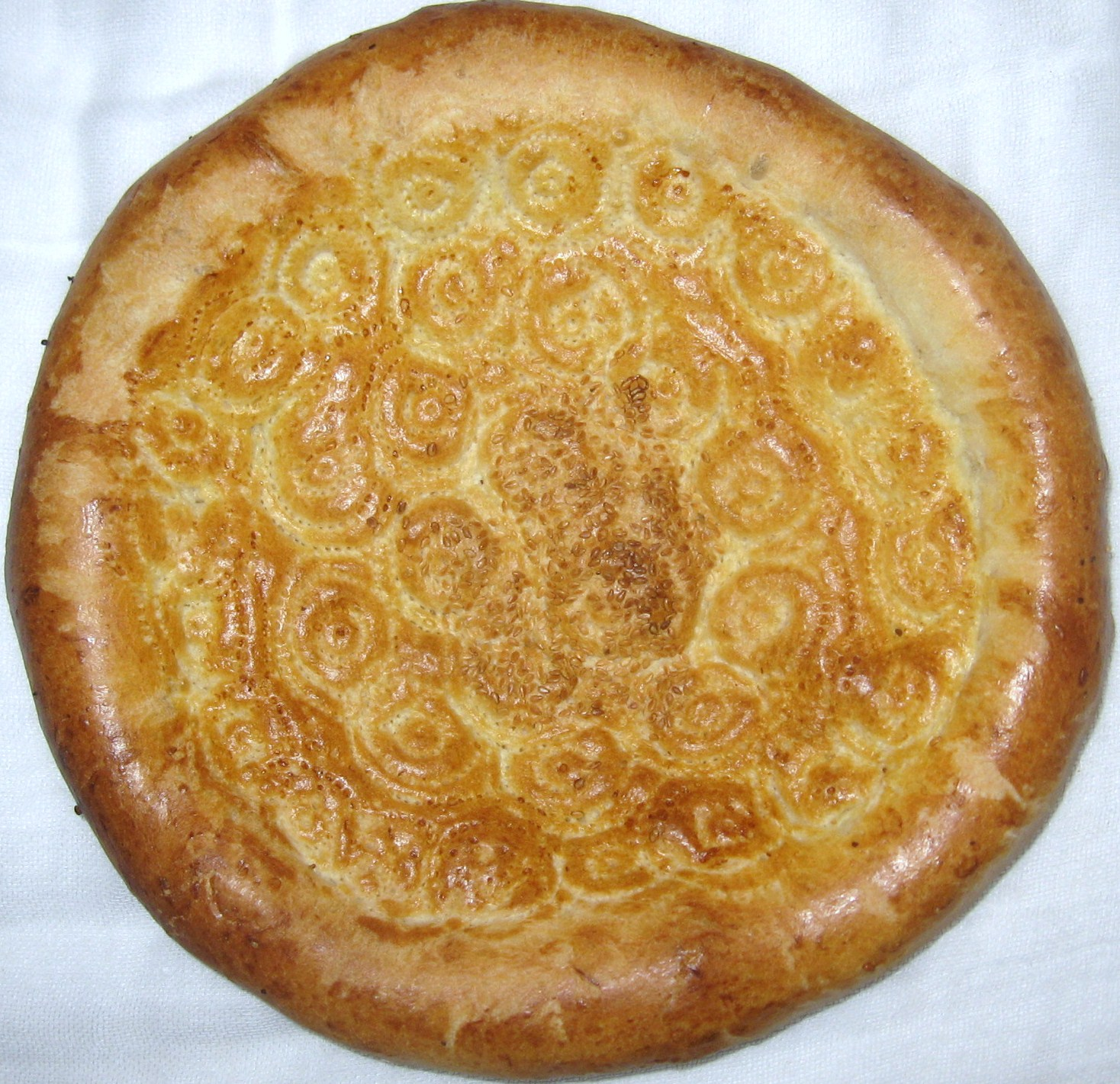
Коржик нан

Для приготування гарячих страв використовують казан, вбудований в особливі печі — очак. Уйгури часто готують локшину з м'ясом та різними приправами — лагмян, халваш, мянпяр, сумян та ін. У свята подають пельмені в гострому м'ясному бульйоні — чещуря та манти, приготовані з прісного або кислого тіста з різноманітною начинкою на пару в спеціальному посуді — каскан (металева мантоварка), джумбіль (дерев'яна мантоварка).
Багато страв готують уйгури з рису. Це плов — полу, рис з підливою з м'яса та овочів — гян-фян, каші — шеля, супи — шо-гюрюч. Смажене в олії м'ясо з додаванням різних овочів (перець, баклажани, картопля, капуста, квасоля, помідори), зі спеціями, носить загальну назву — сяй.
Шашлик з баранини (кавап або тандир-кавап) готують на відкритому вогні та в печі, тандирі. Варена ковбаса з баранини з додаванням рису і приправ — хесіп. Чай (аткян-чай) готують з молоком, вершковим маслом або вершками та сіллю, і закушують коржиками.

## Страви
- Лагман — одна з найвідоміших страв уйгурської кухні. Страва з м'яса, овочів та локшини.
- Манти — страва з дрібно нарубаного м'яса в тонко розкатаному тісті, приготоване на парі в мантоварці. Уйгурські манти бувають двох видів, залежно від виду тіста: пітер (з прісного) і болак (з дріжджового).
- Гешеря — уйгурські пельмені з квадратного тіста. Готуються з різного м'яса (в тому числі і з риби) з додаванням кінзи, цибулі, капусти та овочів.
- Плов — варений рис з м'ясом та спеціями. Уйгурська кухня відрізняється різноманітністю видів плову: вегетаріанський, пшоняний, пшеничний, плов у мішку, плов з підливою, плов з яйцями, плов з фруктами.
- Самса — страва, схожа з пиріжком.
- Гош-нан (в перекладі з уйгурської «м'ясний хліб») — страва з тістом та фаршем. Тонко печене тісто в формі млинчиків накладається шарами поперемінно з фаршем.
- Санз — страва, схожа з вергунами: довга смажена локшина.
- Манпар — суп з м'яса та овочів з шматочками тіста[4].
- Лазджі — смажене куряче філе з овочами та прянощами.
- Аш-лямфу — локшина з шматочками крохмалю.
- Уйгурський чай — солоний чай з додаванням вершків, масла та сметани.
- Баурсак — страва з прісного або дріжджового тіста у вигляді невеликих пончиків (ромбоподібної або круглої форми).
- Бешбармак/Нарин — дрібно покришене відварне м'ясо з локшиною та цибулевим соусом.
- Тандир-кебаб — кебаб, запечений в печі — тандирі.
- Тандир-нан — хліб у вигляді коржів, запечений в тандирі.
- Шурпа — суп на м'ясному бульйоні з м'ясом, морквою, картоплею та цибулею. Можливе додавання фруктів, сухофруктів та пряних трав.
- Шельпек — коржі, а також різновид макаронних виробів.